# Lord Edward Fitzgerald
Lord Edward Fitzgerald (født 15. oktober 1763, død 4. juni 1798) var en irsk militær, søn af James Fitzgerald, der 1766 fik titlen hertug af Leinster, og bror til William Fitzgerald, 2. hertug af Leinster. Han var involveret i den irske frihedskamp.
Fitzgerald kom tidlig ind i den engelske hær og udmærkede sig i den nordamerikanske frihedskrig. Efter sin hjemkomst blev han medlem af det irske parlament, sluttede nøje forbindelse med de engelske whigger og delte opildnet af Rousseauske ideer disses sympati for den franske revolution, da denne brød ud. Under et ophold i Paris 1792, hvor han ægtede Pamela, der skal have været datter af Philippe Égalité og madame de Genlis, deltog han i revolutionære demonstrationer, der vakte den engelske regerings mistanke. Han fjernedes fra hæren, men dreves derved over i en stadig voldsommere opposition. 1796 sluttede han sig til United Irishmen og arbejdede for med fransk hjælp at løsrive Irland fra England. Han deltog i forhandlinger med direktoriet og planlagde den militære side af den påtænkte rejsning. Planerne forrådtes imidlertid for den engelske regering, og maj 1798 fængsledes Fitzgerald i Dublin. Ved tilfangetagelsen var han blevet hårdt såret og døde i begyndelsen af juni.